# MiniLinux
Il termine Minilinux (sinonimo di Distribuzione Mini Linux o più semplicemente Distribuzione minimale) si riferisce a un tipo di distribuzione GNU/Linux con requisiti di sistema molto ridotti e che non occupa molto spazio in termini di memoria.

## Caratteristiche
Spesso tali distribuzioni sono in grado di risiedere su supporti mobili di memorie di massa con capacità di memoria molto contenuta, come una memory card o su un piccolo numero di floppy, solitamente uno o due.
Tali distribuzioni possono essere adattate al salvataggio del sistema (recuperando da un crash), impostare un firewall o un router, o altri compiti specializzati.

## Distribuzioni di tipoMiniLinux
- Antix
- Circle Mud
- Coyote
- Damn Small Linux
- Damn Small Linux Not
- DragonLinux Lite
- Feather Linux
- Flonix USB Edition
- IPCop
- IPodLinux
- Linux Router
- Frazier Wall
- fli4l
- Freesco
- FloppyFW
- hal91
- HVlinux
- Mini dialup router
- muLinux
- Norm's firewall
- NucLinux
- PixieLive
- Peppermint Linux OS
- Puppy Linux
- SliTaz
- spyLinux
- Stresslinux
- RIMiRadio
- Tiny Core Linux
- TinyME
- Tomsrtbt
- Trinux
- Unity